# Affaire Robin Camp
L'affaire Robin Camp concerne Robin Camp (18 août 1952-), un ancien juge de la Cour fédérale  du Canada et de la Cour provinciale de l'Alberta, qui fait l'objet d'une audience de renvoi très médiatisée devant le Conseil canadien de la magistrature pour son rôle dans un procès pour agression sexuelle en 2014 qu'il a présidé. Le conseil a recommandé qu'il soit démis de ses fonctions. En 2018, Camp a été réintégré dans le Barreau de l'Alberta.

## Le procès pour agression sexuelle de 2014
En 2014, Camp présidait un procès pour agression sexuelle. Lorsque la victime présumée du viol témoignait, Camp lui a demandé pourquoi elle « ne pouvait pas simplement garder [ses] genoux ensemble » ou « enfoncer ses fesses » dans le lavabo de la salle de bain pour éviter d'être violée.
Après l'avoir acquitté, il a dit à l'accusé : « Je veux que vous disiez à vos amis, vos amis masculins, qu'ils doivent être beaucoup plus doux avec les femmes. Ils doivent être beaucoup plus patients. Et ils doivent être très prudents. Se protéger, ils doivent être très prudents. »
En octobre 2015, la Cour d'appel de l'Alberta a annulé la décision de Camp et ordonné un nouveau procès. Le tribunal a déclaré que Camp semblait ne pas comprendre les lois sur le consentement et l'activité sexuelle d'une victime de viol présumée, et que le juge avait peut-être utilisé des « stéréotypes sexuels et des mythes stéréotypés, qui ont depuis longtemps été discrédités ». En janvier 2017, Wagar a été acquitté lors d'un nouveau procès. Le juge président, Jerry LeGrandeur, a estimé que la plaignante était incohérente et manquait de crédibilité.

## Enquête du Conseil canadien de la magistrature
En novembre 2015, quatre professeurs de droit de l'Alberta ont déposé une plainte au sujet de la conduite de Camp auprès du Conseil canadien de la magistrature. Trente groupes et personnes différents ont également a ensuite déposé des plaintes auprès du conseil. Les critiques ont qualifié les commentaires de « misogynes » et Camp de « propagateur de mythes sur le viol ».
Le 22 décembre 2015, la Procureure générale de l'Alberta Kathleen Ganley a ordonné au CCM de tenir une enquête. L'audience n'était que la onzième fois dans les 45 ans d'histoire du CCM qu'une enquête avait lieu, et dans seulement deux de ces cas, le CJC a recommandé la révocation. La Cour fédérale a annoncé que Camp n'entendrait aucune affaire impliquant une agression sexuelle pendant que le conseil enquêterait.

### Audition du comité
Le CCM a désigné un comité composé de trois juges et de deux avocats pour l'audience initiale. L'audience a eu lieu en septembre 2016. La victime présumée d'agression sexuelle a témoigné, affirmant que ses commentaires lui avaient laissé un sentiment confus, coupable et suicidaire. Camp s'est excusé lors de l'audience et a déclaré qu'il avait suivi des conseils avec des experts pour améliorer sa compréhension des agressions sexuelles. Il a reconnu que sa connaissance du droit pénal canadien lorsqu'il était juge lors de l'agression sexuelle était « inexistante ».Alors qu'il s'adressait au Panel, Camp a de nouveau qualifié la victime de viol présumée d'"accusée" et l'a qualifiée de "personnalité fragile".
Au cours de l'enquête, la professeure de droit de l'Université de Toronto Brenda Cossman, une « éminente professeure de droit féministe » engagée par Camp pour l'éduquer sur les mythes sur le viol, a qualifié ses propos d'insensibles, mais qu'ils faisaient partie de ses tentatives pour obtenir des éclaircissements sur les détails. Selon Cossman, les questions de Camp découlaient des positions de l'accusation et de la défense concernant la nature du consentement et les détails de l'agression présumée : déjà mis en jeu par la défense et la Couronne. » Ses commentaires concernant ses genoux ont eu lieu lors d'un témoignage établissant que le pantalon de la femme était descendu à ses pieds, ce qui a poussé ses jambes presque ensemble. De même, ses commentaires sur le sexe et la douleur ont eu lieu lors d'une discussion juridique technique sur la nature du consentement et sur la question de savoir si la douleur signifie un manque de consentement.

### Décision du comité
Le 29 novembre 2016, le comité a recommandé, par un vote de 5 à 0, que Camp soit retiré de la magistrature. Le comité a conclu que « la conduite de Camp est si manifestement et profondément destructrice du concept de l'impartialité, de l'intégrité et de l'indépendance du rôle judiciaire que la confiance du public est suffisamment ébranlée pour rendre le juge incapable d'exécuter la charge judiciaire. " La recommandation du comité a ensuite été examinée par le CCM.